# Obszar Metropolitalny Gdańsk-Gdynia-Sopot

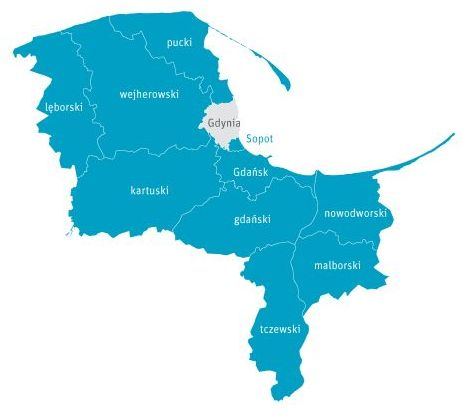
Mapa GOM

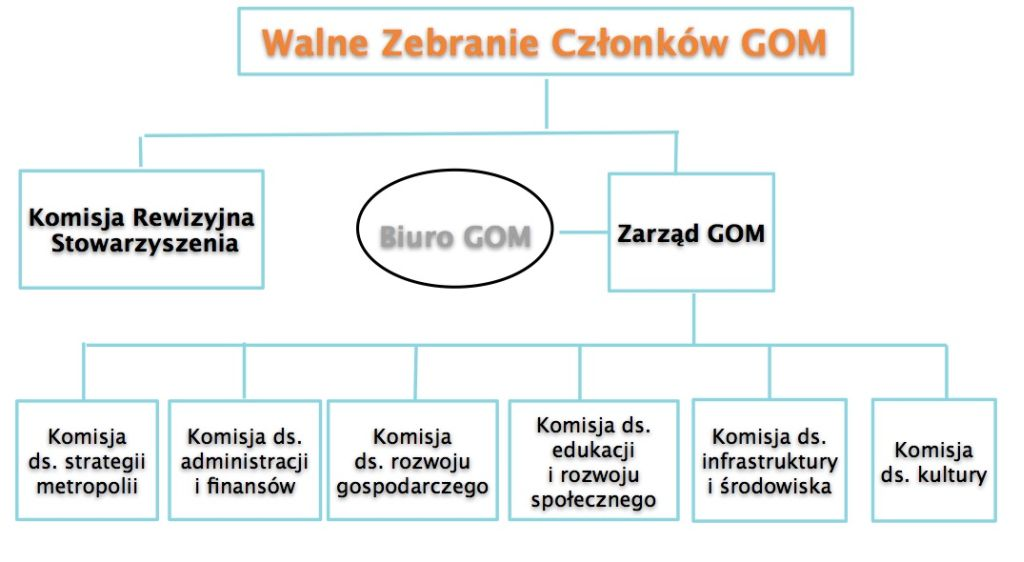
Model organizacyjny GOM

Obszar Metropolitalny Gdańsk-Gdynia-Sopot (OMGGS), wcześniej jako Gdański Obszar Metropolitalny (GOM) – stowarzyszenie gmin i powiatów mające na celu zacieśnienie współpracy i doprowadzenie do harmonijnego rozwoju całego obszaru metropolitalnego wokół Trójmiasta, poprzez jak najlepsze wykorzystanie potencjału miast, gmin i powiatów członkowskich, z poszanowaniem ich odrębności i specyfiki.

## Historia
Z inicjatywą powołania GOM wyszedł Prezydent Gdańska Paweł Adamowicz, który na początku 2011 roku zaprosił do dyskusji nad problematyką metropolitalną kilkudziesięciu samorządowców. Już wcześniej zrealizowano kilka inicjatyw współpracy metropolitalnej: powołano Radę Metropolitalną Zatoki Gdańskiej, Metropolitalny Związek Komunikacyjny Zatoki Gdańskiej, powstał bilet metropolitalny. Żadna z inicjatyw nie doprowadziła jednak do sformalizowania współpracy na rzecz metropolii na szerszym polu. Powołanie stowarzyszenia było również reakcją na brak działań ustawodawczych regulujących współpracę w ramach obszarów metropolitalnych, czyli tzw. lex metropolis.
Debata, która doprowadziła do powołania Gdańskiego Obszaru Metropolitalnego, trwała wiele miesięcy. Wzięli w niej udział liczni wójtowie, burmistrzowie, prezydenci i starostowie oraz przewodniczący i radni gmin, miast i powiatów, a także publicyści najważniejszych mediów regionalnych. Stowarzyszenie GOM zostało ostatecznie utworzone 15 września 2011 roku.

## Członkowie
W ramach OMG-G-S działa 57 samorządów, obejmujących łącznie obszar o powierzchni blisko 5,5 tys. km² (wg powierzchni powiatów: 6,7 tys. km²), zamieszkały przez blisko 1,5 mln mieszkańców. Do stowarzyszenia należy 8 powiatów i 42 gminy.
Gminy miejskie i miejsko-wiejskie
Gdańsk (miasto na prawach powiatu), Gdynia (miasto na prawach powiatu), Gniew, Hel, Kartuzy, Krynica Morska, Lębork, Malbork, Nowy Dwór Gdański, Nowy Staw, Pelplin, Pruszcz Gdański, Puck, Reda, Rumia, Sopot (miasto na prawach powiatu), Tczew, Żukowo
Gminy wiejskie
Cedry Wielkie, Chmielno, Gniewino, Kolbudy, Lichnowy, Linia, Łęczyce, Ostaszewo, Pruszcz Gdański, Przodkowo, Przywidz, Pszczółki, Sierakowice, Somonino, Stegna, Stężyca, Subkowy, Suchy Dąb, Sulęczyno, Szemud, Sztutowo, Tczew, Trąbki Wielkie, Wejherowo
Powiaty
gdański, kartuski, lęborski, malborski, nowodworski, pucki, tczewski, wejherowski
Członkowie wspierający
Gdańska Infrastruktura Wodociągowo-Kanalizacyjna Sp. z o.o., Saur Neptun Gdańsk S.A.

## Zarząd
- Aleksandra Dulkiewicz (Prezydent Gdańska) - prezes zarządu OMG-G-S
- Wojciech Szczurek (Prezydent Gdyni) - wiceprezes zarządu OMG-G-S
- Jacek Karnowski (Prezydent Miasta Sopotu) Wiceprezes Zarządu OMG-G-S
- Gabriela Lisius (Starosta Wejherowski) Skarbnik OMG-G-S
- Jacek Michalski (Burmistrz Nowego Dworu Gdańskiego)
- Mirosław Pobłocki (Prezydent Miasta Tczewa)
- Mirosław Jan Czapla (Starosta Powiatu Malborskiego)
- Marek Zimakowski (Wójt Gminy Przywidz)
- Jarosław Białk (Starosta Powiatu Puckiego)
- Bogdan Łapa (Starosta Powiatu Kartuskiego)
- Krzysztof Hildebrandt (Prezydent Miasta Wejherowa)
- Alicja Zajączkowska (Starosta Lęborski)

## Wybrane inicjatywy metropolitalne
- Metropolitalny Rynek Pracy - porozumienie o współpracy ośmiu powiatowych urzędów pracy, Metropolitalne Targi Pracy, wspólna deklaracja o swobodzie wyboru miejsca prowadzenia działalności gospodarczej
- Metropolitalna Oferta Inwestycyjna - wspólna oferta inwestycyjna, po raz pierwszy zaprezentowana na Targach MIPIM w Cannes
- Zintegrowane Inwestycje Terytorialne - współdecydowanie przez miasta i ich obszary funkcjonalne o sposobie realizacji działań wspieranych w ramach polityki spójności UE (utworzenia tej instytucji wymagało Ministerstwo Infrastruktury i Rozwoju, OMG-G-S działa jako Sekretariat ZIT)
- wspólne zamówienia, m.in. energii elektrycznej, oleju opałowego czy paliwa do samochodów (w 2014 r. w przetargu wzięły udział 24 gminy i powiaty GOM oraz Muzeum Zamkowe w Malborku)
- Ośrodek Wsparcia Ekonomii Społecznej na subregion metropolitalny
- wspólne warsztaty z IBM - wypracowanie rekomendacji rozwiązań dla rozwoju metropolii
- przygotowanie Strategii Rozwoju Obszaru Metropolitalnego Gdańsk-Gdynia-Sopot do roku 2030